# Bangladesh-akkoord
Het Bangladesh-akkoord, voluit het Akkoord over brand- en gebouwveiligheid in Bangladesh (Engels: Accord on Fire and Building Safety in Bangladesh) werd ondertekend op 15 mei 2013. Het was een vijfjarige, onafhankelijke, juridisch bindende overeenkomst tussen grote kledingmerken, kledinghandel en vakbonden, bedoeld om in Bangladesh een veilige en gezonde kledingindustrie op te bouwen.

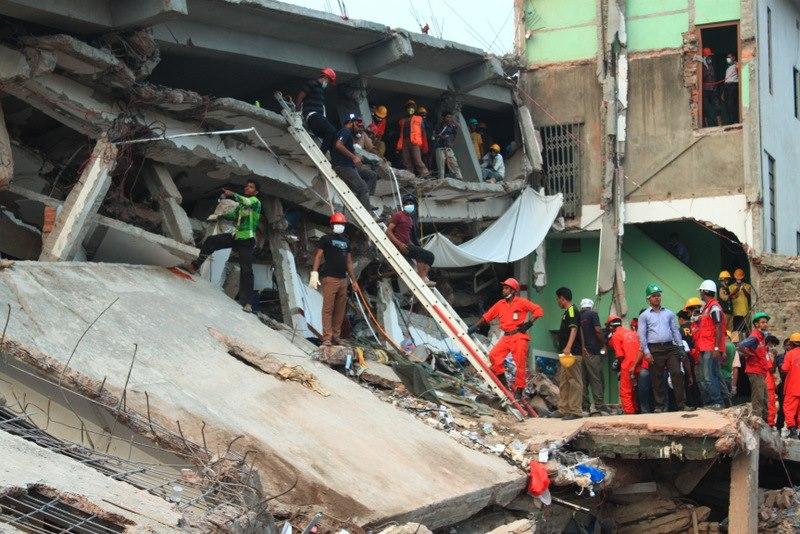
De instorting van het Rana Plaza, op 24 april 2013.

De overeenkomst kwam tot stand in de onmiddellijke nasleep van de instorting van het Rana Plaza, die leidde tot de dood van meer dan 1100 mensen en ruim 2000 mensen verwondde. Het overleg leidde tot de oprichting, in Nederland, van de Bangladesh Accord Foundation in oktober 2013. 
Op 1 juli 2018 werd een verlenging ondertekend, het Transition Key Accord 2018, en op 1 september 2021 trad een herzien akkoord in werking, zij het met minder bedrijven dan het oorspronkelijke akkoord.

## Afwijkend Amerikaans plan (2013-2018)
Grote Amerikaanse ketens zoals Gap en Walmart ondertekenden het akkoord niet, vanwege juridische bezwaren. Op 10 juli 2013 kondigde een groep van 17 grote Noord-Amerikaanse ketens het Bangladesh Worker Safety Initiative aan. Het initiatief oogstte kritiek bij de vakbonden omdat het minder streng was dan het Europese akkoord, en geen juridisch bindende toezeggingen inhield. Het initiatief hield op te bestaan na een eerste vijfjarige periode, op 31 december 2018.

## Internationaal Akkoord (2021)
Het Bangladesh-akkoord werd herdoopt tot Internationaal Akkoord voor gezondheid en veiligheid in de textiel- en kledingindustrie, en trad op 1 september 2021 in werking. Het is een juridisch bindend programma, dat alleen van toepassing was in Bangladesh, maar nadien werd uitgebreid tot onder meer Pakistan.  